# 阈限空间

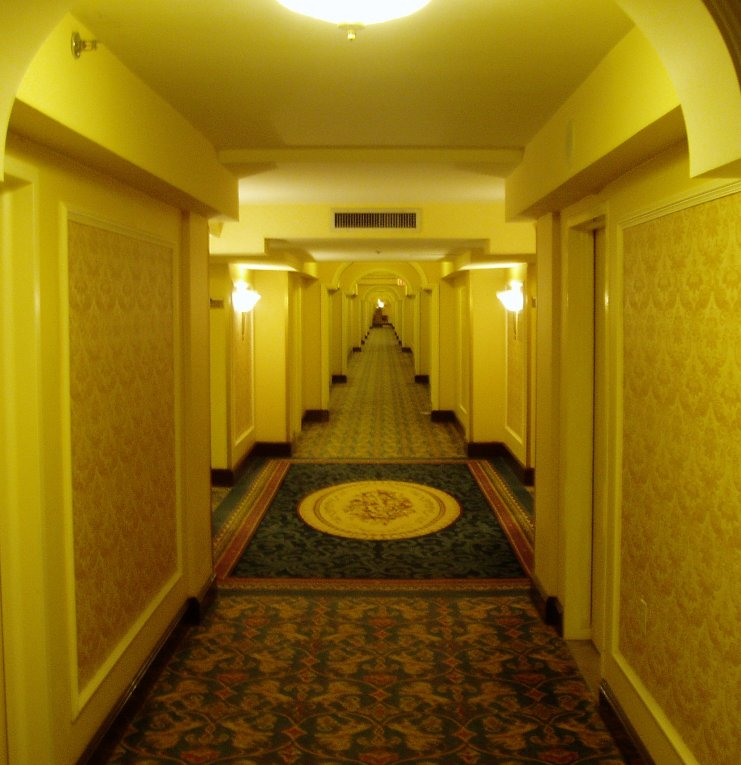
空荡的酒店走廊属于典型的阈限空间

在網路美學中，閾限空間（英語：Liminal space）指的是那些空曠或廢棄區域，這些地方呈現怪異、荒涼且具超現實的特質。這種空間通常被視為過渡空間，與閾限的概念密切相關。
根據《環境心理學雜誌》的研究，閾限空間之所以顯得怪異或奇怪，是因為它們存在於建築和物理場所的一種恐怖谷中。換句話說，這些地方跌入我們對建築環境和物理空間的熟悉程度之外，創造出一種不尋常的感覺。《脈衝：科學與文化雜誌》的一篇文章進一步指出，這種怪異感可能是因為這些地方缺乏我們通常觀察到的背景，使得它們顯得與日常環境截然不同。
該網路美學風格的興起可追溯到2019年，當時一篇描述名為「The Backrooms」的有限空間的貼文在4chan上引起瘋傳。從那時起，閾限空間的影像開始在網路上廣泛傳播，包括Reddit、Twitter和TikTok等平台。

## 特徵

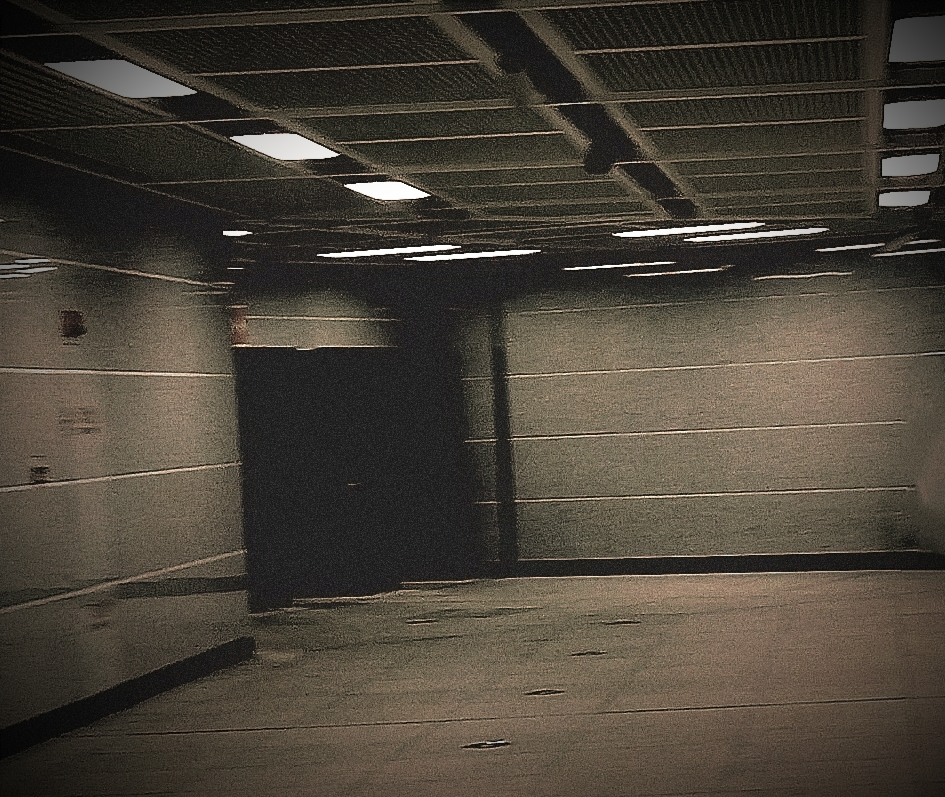
空荡的地铁站走廊，这类阈限空间的具体表现形式为“阴森、无人居住空间的图像”

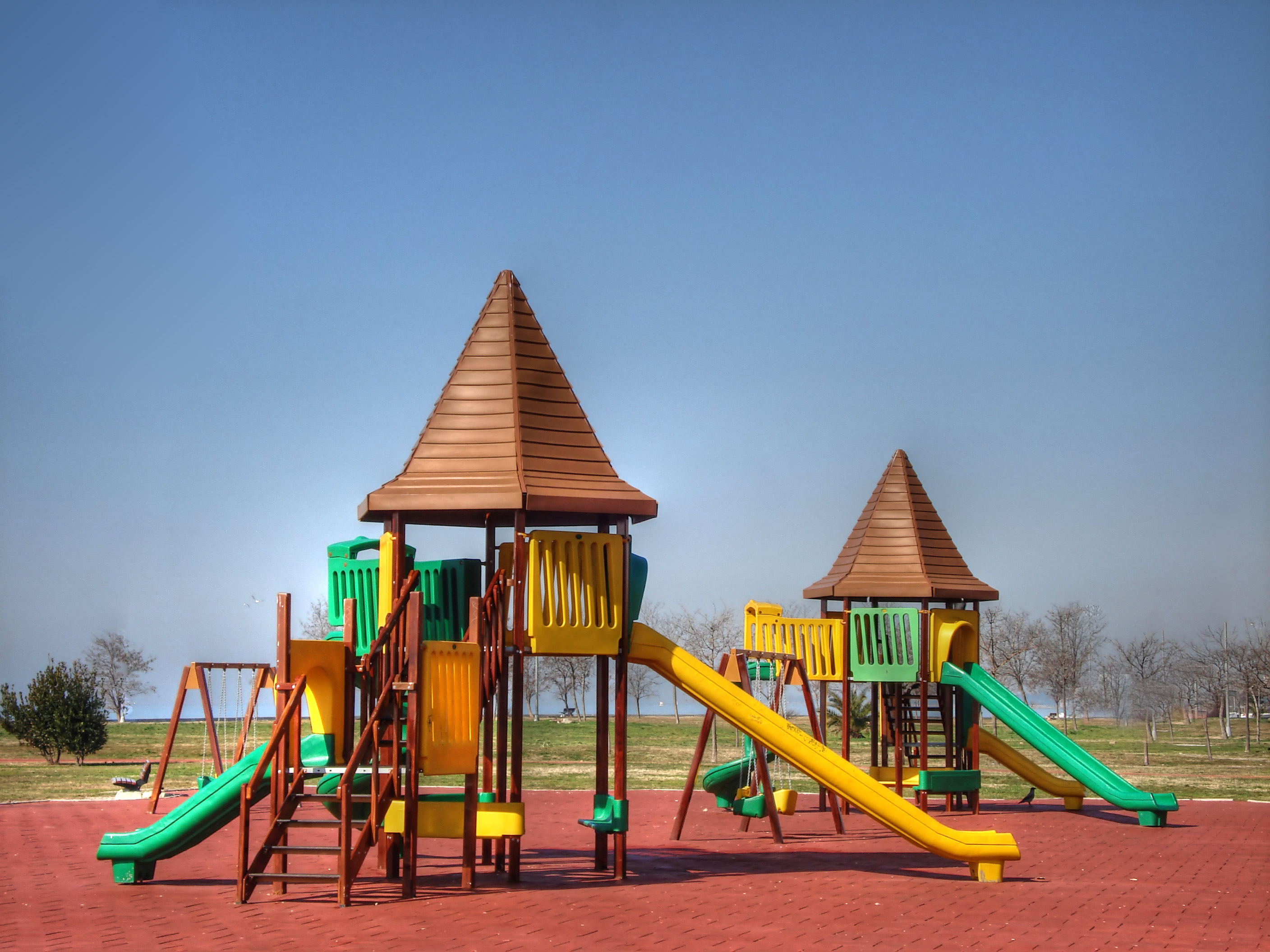
空蕩遊樂場的圖像，可能會因為被剝奪了預期的背景（即兒童的存在）而引起不安

「閾限空間」這一術語在廣泛的範疇中，用於描述變化或過渡的地方或狀態，可以涵蓋身體層面（例如門口）或心理層面（例如青春期）。通常，閾限空間的影像描繪一種中間狀態，捕捉到令人不安的過渡場所，如樓梯間、道路、走廊或飯店。美學呈現的可能性包括怪異、超現實、懷舊或悲傷的情感，觸發觀者舒適和不安的反應。
卡迪夫大学的亞歷山大·迪爾和邁克爾·劉易斯的研究將閾限空間的令人不安歸因於恐怖谷現象。這個術語通常用來指與人類相似但微妙不同、引起不安感的類人生物，這或許能解釋對閾限空間形象的類似反應。在這種情況下，看似熟悉但微妙偏離現實的實體場所會產生閾限空間特有的怪誕感。
彼得‧赫夫特進一步在《脈衝：科學與文化期刊》上探討這種怪異感，他參考了馬克·費雪的作品，解釋當一個人在與他們期望不同的背景下看待情況時，可能會感受到這種怪異感。例如，一座校舍原本是教師和學生忙碌的聚集地，但當被描繪成不自然的空蕩蕩時，就會變得令人不安。費雪認為這種「存在的失敗」是怪異美學體驗的標誌之一。

## 歷史

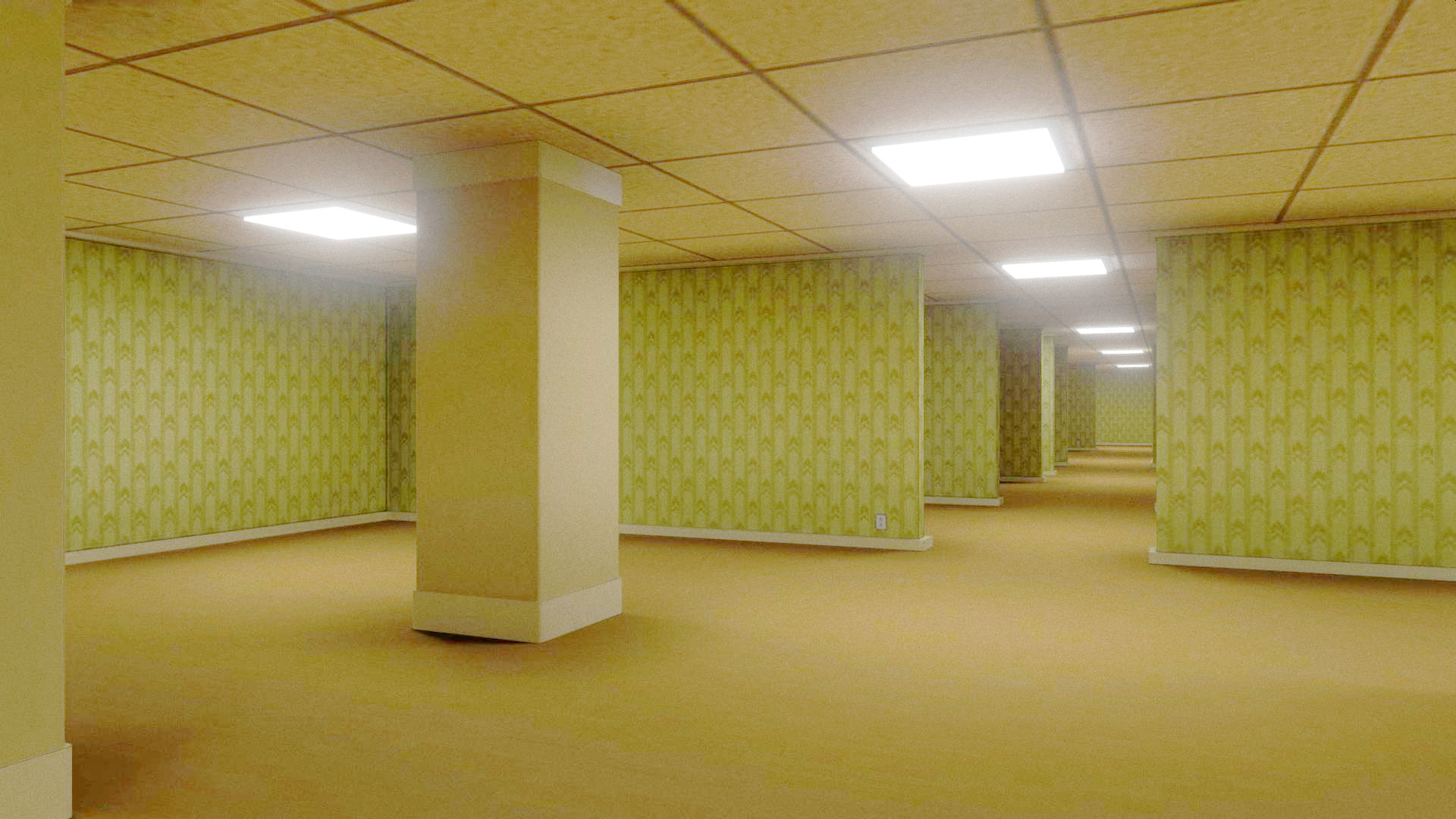
Backrooms的電腦生成圖像（非原圖）

2019年，一段來源不明的令人毛骨悚然的Creepypasta短影片在4chan上發布並迅速走紅，引起了閾限空間的流行。該段影片展示了一個名為「The Backrooms」的閾限空間，即一條鋪著黃色地毯和壁紙的走廊，在進入密室後來到一片空蕩蕩的走廊荒地，現場只有「潮濕的舊地毯的臭味、單色黃色的瘋狂、螢光燈在最大嗡嗡聲下無盡的背景噪音，以及大約六億平方英里的隨機分段的空房間」 。該密室還被描述為居住著超自然實體。
閾限空間圖像很快在網路上流行起來，截至2022年11月，一個名為/r/LiminalSpace的Reddit子版塊擁有超過50萬會員，而在Twitter上，發布閾限空間照片的@SpaceLiminalBot已經吸引了超過120萬追蹤者。同時，TikTok上的#liminalspaces標籤觀看次數更達到20億次。

## 另見
- 死寂商場
- 非場所
- 異托邦（英语：Heterotopia_(space)）
- 怪核
- 迷離境界
- 人生切割術

### 書籍
- Valencia, Nicolás. . ArchDaily. February 22, 2023  [March 13, 2023]. （原始内容存档于2023-03-20）.
- RAMCPU. . Sabukaru. May 2, 2021  [March 18, 2023]. （原始内容存档于2023-03-18）.

## 外部連結
- Liminal Space （页面存档备份，存于） on Reddit
- Space Liminal bot的X（前Twitter）